# Sân bay Thiên Trụ Sơn An Khánh
Sân bay Thiên Trụ Sơn An Khánh (giản thể: 安庆机场 / 天柱山机场; phồn thể: 安慶機場 / 天柱山機場; bính âm: Ānqìng Jīchǎng / Tiānzhùshān Jīchǎng) (IATA: AQG, ICAO: ZSAQ) nằm ở An Khánh, An Huy, Trung Quốc, cách trung tâm thành phố An Huy 6.3 kilometers (3.9 miles) về hướng bắc. Năm 2007, đã có 3898 lượt khách thông qua.

## Lịch sử[1]
Sân bay An Khánh đã được xây dựng trên cơ sở các sân bay quân sự tại thành phố An Khánh, trên các phương tiện của chính quyền thành phố Anking. Sau khi xây dựng lại sân bay mới - căn cứ không quân quân sự và sân bay dân dụng được mà mục đích, đã được mở vào tháng 10 năm 1993. Cải thiện một đường băng, chiếu sáng của sân bay, các đối tượng của một thông tin vô tuyến và chuyển hướng, và cũng khác các đối tượng lớn, đã cho phép sân bay để nhận 4С cấp và chấp nhận B-737. Chính phủ đầu tư hàng năm An Khánh 7.000.000 nhân dân tệ để hỗ trợ sân bay, tuy nhiên, do thiếu hụt nghiêm trọng của khách du lịch, sân bay thiệt hại phát sinh sau năm năm. Trong tháng mười 2005, chính phủ thành phố An Khánh và hãng hàng không Hainan Airlines, đã ký thỏa thuận hợp tác, và sân bay đã được đổi tên thành Mt. Tianzhu. Đây là sự cần thiết để hiểu rằng sân bay đổi tên vào kế hoạch của một quản lý mới, nên gây ra ở của khách du lịch gắn với những nơi đẹp như tranh mà có thể thúc đẩy dòng khách du lịch mới. Tuy nhiên vào tháng Ba, năm 2006, sân bay một lần nữa đã phải đóng cửa để xây dựng lại. Chính quyền thành phố An Khánh trợ cấp gần 4 triệu cho công việc về việc sửa chữa nhà ga sân bay, và cũng có thể tối ưu hóa và cải thiện điều kiện an toàn tại sân bay. Ngày 28 tháng 6, 2007, sau hơn một năm sau khi đóng cửa, sân bay đã tái hoạt động trên tuyến đường An Khánh - Quảng Châu.
Chính quyền thành phố quyết định Anking Mt. Tianzhu hoàn thành sân bay này, nguyên nhân Anking để trở thành trung tâm vận tải khu vực thật sự, các Mt. Sân bay Tianzhu đẩy mạnh chuyển đổi để thúc đẩy, phát triển các dịch vụ tích cực, đạt được liên kết với Thượng Hải, Quảng Châu, Bắc Kinh ba cửa ngõ sân bay lớn Trung Quốc, nhận ra có những chuyến bay mỗi ngày, các tuyến đường khác cũng liên quan tình hình lưu lượng hành khách để có các chuyến bay nhiều.
Trong Thế chiến II, sân bay này được gọi là An Khang và ược sử dụng bởi Quân đội Không quân Hoa Kỳ như một phần của Chiến dịch phòng thủ Trung Quốc. Người Mỹ đã bay trinh sát, hình ảnh máy bay từ sân bay trên lãnh thổ Nhật Bản tổ chức vào ngày thu thập thông tin tình báo phi vụ chiến đấu giữa tháng Tư và tháng 8 năm 1945. Ngoài ra, P-61 Black Widow máy bay tiêm kích đánh chặn đêm đêm cung cấp bảo vệ chống lại máy bay ném bom và tấn công máy bay tiêm kích Nhật Bản từ tháng tư cho đến khi kết thúc chiến tranh vào tháng Chín. Người Mỹ đóng cửa cơ sở của họ tại sân bay vào đầu tháng 10 năm 1945.

## Các hãng hàng không hoạt động
| Hãng hàng không         | Các điểm đến          |
| ----------------------- | --------------------- |
| China Southern Airlines | Quảng Châu            |
| Shanghai Airlines       | Thượng Hải - Phố đông |
| Tianjin Airlines        | Bắc Kinh - Thủ đô     |